# Cơ bút
Cơ bút là nghi lễ cầu cơ và chấp bút, là một nền tảng của đạo Cao Đài, được cho là đã khai sinh ra và là phương tiện giảng truyền của tôn giáo này. Cao Đài gọi là những phương pháp Thông công.

## Nghi lễ đạo
Đạo Cao Đài được khai sinh bởi Cơ Bút và giảng truyền chân đạo cũng qua Cơ Bút. Cơ Bút là một nền tảng căn bản của Đại Đạo Tam Kỳ Phổ Độ. Qua Cơ Bút, luật pháp Đạo được ban hành. Tòa Thánh, Thánh thất, Thánh Tịnh được thành hình; những kinh điển, nghi thức cúng kiến được phân lập, và những áng thơ văn dạy Đạo được lưu truyền qua nhiều thế hệ, từ Đông sang Tây, từ Âu sang Á cũng đều qua Cơ Bút.
Cơ bút để thông công cùng thế giới vô hình có những mục đích như sau:
- Cơ Bút Phổ Độ: Cơ Bút này Thượng đế dùng để thu nhận môn đệ trực tiếp khi chúng sanh tham gia hầu đàn, muốn được trở thành người tín đồ Cao Đài. Cơ Bút này đã ngừng trong những năm đầu tiên sau khi hệ thống các chức sắc trong Đạo đã tương đối ổn định. Thượng đế giao lại việc Phổ Độ cho các chức sắc.
- Cơ Bút Phong Thánh: Cơ Bút này, trong hai đồng tử thì phải có tối thiểu là một đồng tử thuộc chi Pháp hay chi Đạo (Đồng tử phải là người của Hiệp Thiên Đài). Nên Cơ Bút Phong Thánh cũng đã chấm dứt khi các vị Thập Nhị Thời Quân trong hai chi Pháp và Đạo đều không còn tại thế nữa.
- Cơ Bút Dạy Đạo: Cơ Bút này để cho chúng sanh được tiếp xúc cùng các Đấng vô hình mà học hỏi nên không cấm. Nhưng thường phải là các chức sắc từ phẩm Giáo Hữu trở lên mới nên cầu cơ. Cơ Bút này không cấm, nhưng tất cả những đàn cơ tại tư gia, cá nhân, hội nhóm này đều phải được giữ kín, cấm không được truyền bá ra ngoài (vì có khả năng làm loạn nhân sanh và nếu như những đàn cơ này bị tà quái dẫn dắt)

Trên đây là ba hình thức của các buổi hầu cơ chấp bút. Chúng sanh có quyền, được phép cầu cơ để học hỏi cùng các Đấng thiêng liêng những điều mình chưa biết về Đạo.

## Điều kiện
Có hai điều kiện là không được hỏi việc Thiên cơ và không được truyền bá ra ngoài.
Quan trọng là những ai có ý định cầu cơ, phải xét lại mình đã đủ tư cách, điều kiện hay chưa?
Có ba điều kiện chính để được coi là có tư cách
1. Thứ nhất là phải trường chay sáu (06) tháng trở lên với tình yêu thương chúng sanh thật vĩ đại.
2. Thứ hai là phải hỏi về việc Đạo, không nên hỏi chuyện cá nhân vì các Đấng cũng có nhiều việc phải làm, đừng để mất thời gian quý báu của các Đấng.
3. Thứ ba là phải có được ít nhất 3 người là 2 người hầu bút và 1 người chứng đàn. Người chứng đàn phải là người có đạo đức, đạo hạnh cao.

Nếu có khả năng thì một đàn cơ lý tưởng là tối thiểu 07 người. Con số 7 này tượng trưng cho Thất Tinh và được phân bố như sau:
- 1 chứng đàn (Định tâm, định thần để phát ra lời thỉnh nguyện bằng tư tưởng đủ mạnh để thông đến các cảnh giới vô hình)
- 2 đồng tử
- 1 điển ký (Ghi chép, ghép các chữ cái để thành câu hoàn chỉnh)
- 1 hộ đàn (Định tâm để trấn đàn không cho trược khí cùng tà quái xâm nhập nên phải hiểu biết về Thuật trấn thần)
- 2 hầu đàn (Lo các việc như nhang đèn, trà, nước, rượu...)

Tất nhiên những người tham gia trong 1 đàn cơ đều phải đạt được yêu cầu là trường chay, tâm thanh tịnh, không nghĩ những việc cá nhân, trần tục, tâm hướng về Đạo. Khi có điển giáng xuống thì không mật niệm lung tung.